# Període de retorn
En diverses àrees de l'enginyeria, el període de retorn (també anomenat interval de recurrència –en anglès, recurrence interval– o interval de repetició –en anglès, repeat interval–) és el temps esperat o temps mitjà entre dos successos de baixa probabilitat. Per exemple, en enginyeria hidràulica és el temps mitjà entre dues avingudes d'aigua amb cabals iguals o superiors a un de determinat; i en enginyeria sísmica és el temps mitjà entre dos terratrèmols d'una magnitud major que un cert valor.
El període de retorn és un concepte estadístic que intenta proporcionar una idea de fins a quin punt un succés pot considerar-se rar. Sol calcular-se mitjançant distribucions de variables extremes, sobre la base de sèries de valors extrems registrats dins de períodes iguals i consecutius; per exemple, en hidrologia, es realitza l'estudi a partir de taules amb la precipitació màxima recollida en 24 hores en un any, durant una sèrie d'anys consecutius; en enginyeria marítima, taules amb els valors de la major altura d'ona aconseguida en un any, igualment al llarg d'una sèrie d'anys consecutius. L'ajust de les dades i la predicció de valors extrems sol realitzar-se mitjançant les distribucions de Gumbel, Log-Pearson, arrel quadrada del tipus exponencial (sqrt-ETmax) i d'altres.
El període de retorn sol ser un requisit fonamental per al disseny d'obres d'enginyeria, ja que permet establir el valor mínim d'un determinat paràmetre (precipitació de pluja, altura d'ona, velocitat del vent, intensitat d'un sisme, etc.) que ha de ser suportat per l'obra per considerar que és suficientment segura. Al mateix temps que es dissenya per a aquest valor mínim, s'evita el disseny per a valors superiors, estalviant així un sobredimensionament excessiu. No obstant això, alguns especialistes consideren que certs períodes de retorn són excessivament conservadors, i que haurien de rebaixar-se més perquè produeixen projectes massa costosos i segurs; es tracta d'una lluita entre millorar la seguretat amb un elevat cost econòmic.
El període de retorn pel qual es deu dimensionar una obra és avaluat en funció d'aspectes econòmics (valor de reposició en cas de fallada o de destrucció d'infraestructures o recursos productius), socials (possibilitat de pèrdua de vides humanes), estratègics, etc.

## Enginyeria hidràulica
El període de retorn és un dels paràmetres més significatius a tenir en compte en el moment de dimensionar una obra hidràulica destinada a suportar avingudes, com per exemple: l'abocador o sobreeixidor d'una presa, obres que creuin per damunt de corrents d'aigua, etc.
En hidrologia és freqüent considerar una zona inundable a aquella que és coberta per les aigües en tempestes produïdes fins a cinc-cents anys de període de retorn. Això significa que la quantitat de pluja caiguda en un només dia per a aquest període de retorn solament s'iguala o supera, estadísticament, una vegada cada 500 anys. En termes numèrics s'expressa que la probabilitat que es presenti una precipitació d'una determinada magnitud o superior en un determinat any és p = 1/500 = 0.002 = 0.2 %; o bé, la probabilitat que no és present és la complementària, 1 - p = 0.998 = 99,8 %. Tanmateix, això no implica que no puguin produir-se dues tempestes d'intensitat igual o superior a la de 500 anys en dos anys consecutius; però, pel que fa a la mitjana serà una vegada cada 500 anys.
En general, si un esdeveniment té un període de retorn de tp anys, el nombre mitjà d'esdeveniments que estadísticament poden presentar-se en un any determinat és:

{\displaystyle \langle n\rangle ={\frac {1}{t_{p}}}}

- Obres hidràuliques per a canalització d'aigües de pluja en ciutats de grandària de mitjà a gran: de 20 a 50 anys.
- Obres hidràuliques per a canalització d'aigües de pluja en ciutats petites: de 5 a 10 anys.
- Ponts de carretera: entre 50 i 500 anys.
- Sobreeixidors o abocadors per a preses amb poblacions, aigües avall: entre 1.000 i 10.000 anys.

### Mètode de Hazen
Segons Hazen, la distribució dels cabals màxims anuals dels registres d'un curs d'aigua es distribueix en una representació logarítmica, d'acord amb la distribució de la freqüència normal de Gauss. Amb això, a partir dels registres de cabal d'un curs d'aigua, es pot organitzar una sèrie de màxims anuals, mostrant-los en ordre descendent, amb els seus nombres d'ordre, des de la qual els períodes de recurrència es calculen mitjançant la següent expressió:
TR = n / (m-1/2) 
on:
n = nombre d'anys d'observació; i,
m = nombre de l'ordre del cabal en la seqüència decreixent.
La probabilitat P que un cabal sigui igual o superior a un valor determinat pot establir-se mitjançant l'expressió:
P = 100 / TR (en percentatge)
on:
P = probabilitat de ser igualat o superat un determinat cabal; i,
TR = temps de recurrència.